# Катафики
Катафики (на гръцки: Καταφύκι) е красив пролом в Егейска Македония, Северна Гърция. Разположен е на 1 km южно от бившето село Въртеник.
Катафики е тясно ждрело между върховете Скала от юг и Фламбуро от север в планината Грамос, през което тече река Бистрица (Алиакмонас), наричана тук Белица. Проломът свързва котловината, в която е разположено село Грамоща (Грамос), с тази, в която е било разположено село Загар (Агиос Захарияс).
По време на Гражданската война в Гърция (1946 - 1949) година в пролома е разположена болницата на Демократичната армия на Гърция.